# Naissance en 1270
Naissance
- 1266
- 1267
- 1268
- 1269
- 1270
- 1271
- 1272
- 1273
- 1274

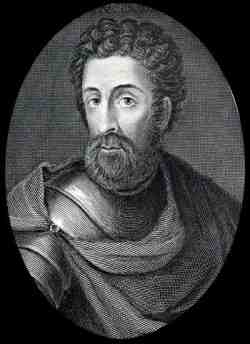
William Wallace, né en 1270.

Cette page dresse une liste de personnalités nées au cours de l'année 1270 :
- 12 mars : Charles de Valois[1].
- 10 avril : Håkon V de Norvège, roi de Norvège.
- 5 octobre: Princesse Reishi, impératrice consort du Japon.

- Rodolphe II d'Autriche, duc d'Autriche et de Styrie.
- Cino da Pistoia, ou Guittone Sinibaldi ou Sinibuldi ou Cynus de Pistoie, jurisconsulte et poète italien.
- Folgóre da San Gimignano, nom de plume Giacomo di Michele ou Jacopo di Michele, poète italien.
- Isabelle de Bourgogne, reine consort de Germanie.
- Blanche de Bretagne, princesse bretonne.
- Guillaume Ier de Brunswick, duc de Brunswick-Lunebourg et prince de Wolfenbüttel.
- Henri de Goritz, duc de Carinthie et roi de Bohême puis seul comte de Tyrol.
- Julienne Falconieri, religieuse italienne, fondatrice des Sœurs et des Moniales de Ordre des Servites de Marie.
- Mesud Bey, ou Muhazzebeddin Mesud Bey ou Muhadhdhib al-Dîn Mas`ūd Bey, second et avant-dernier représentant de la dynastie des Pervânes.
- Théodore Métochitès, homme d'État byzantin, écrivain, philosophe, protecteur des arts et des sciences, considéré comme le savant le plus qualifié de son temps.
- Zhu Shijie, un des plus grands mathématiciens chinois.
- Thoros III d'Arménie, roi d'Arménie.
- Alfonso de Valladolid, philosophe juif aristotélicien.

date incertaine (vers 1270)
- Gozzio Battaglia, cardinal-prêtre de S. Prisca, patriarche latin de Constantinople.
- Bernard VI d'Armagnac, comte d'Armagnac et de Fezensac.
- Pierre de la Croix, clerc, un compositeur et théoricien français.
- Gui de Namur, comte de Zélande et sire de Termonde, de Crèvecœur.
- Hélion de Villeneuve, 26e grand maître de l'ordre de Saint-Jean de Jérusalem.
- Guillaume Durand de Saint-Pourçain, philosophe scolastique et théologien français.
- Mondino de' Liuzzi, médecin italien.
- William Wallace, héros national écossais.

## Crédit d'auteurs
- Cet article est partiellement ou en totalité issu de l'article intitulé « 1270 » (voir la liste des auteurs).